# Lorinčík
Lorinčík (Hongaars: Szentlőrincke) is een autonoom stadsdeel van Košice. Het maakt deel uit van het district Košice II.

Plaatsbepaling van het stadsdeel Lorinčík binnen de stad Košice.

## Topografie
Lorinčík is gelegen op een afstand van ongeveer 4 kilometer ten zuid-westen van het oude stadscentrum Staré Mesto. De plaats ligt op een hoogte 302 meter boven de zeespiegel. Ze is een der kleinste stadsdelen van Košice en heeft een oppervlakte van slechts 2,97 km² (297 ha).
De Belžiansky-beek (Slowaaks: Belžiansky potok) vloeit centraal door het stadsdeel, van noord naar zuid. Een gedeelte van haar traject, in het centrum van de gemeente, is overwelfd en bijgevolg ondergronds.

## Geschiedenis
Een fractie van Lorinčík werd in het jaar 1280  voor het eerst vermeld, met de historische benaming Nižný Gord (vertaald: Laag Gord). 
In die tijd stond de nederzetting onder heerschappij van de familie Aba . Voortgaande op de naam Laag Gord neemt men aan dat daar toentertijd in de onmiddellijke omgeving een tweede nederzetting lag, hetzij met de naam: Vyšný Gord (Hoog Gord), hetzij -zonder meer- met de naam: Gord. De huidige gemeente Lorinčík ligt op de plek die in de 13e en 14e eeuw Gord werd genoemd en vermoedelijk Vyšný Gord was. Concreet betekent dit : tussen de dorpen Myslava en Barca. Deze plaats was destijds op de landkaart ook gekend als Červený rak. 
Sporen van de oudste neolithische nederzetting in Oost-Slowakije werden hier aangetroffen.
Vanaf 1406 herkent men de plaatselijke uitspraak van "Sint-Laurens" (Zenthlewrench) in de dorpsnaam. In die tijd stond er in het dorp een kapel die gewijd was aan Sint-Laurentius (Slowaaks: St. Vavrincovi, Hongaars: Szenth Lőrincz).
Alhoewel Lorinčík in de 16e eeuw bewoond werd, waren er omstreeks de 17e en de 18e eeuw waarschijnlijk weinig of geen inwoners. Mogelijk had de bevolking de streek verlaten als gevolg van krijgsgeweld. Ook de naburige gemeente Košická Nová Ves was omstreeks die tijd ontvolkt .
In de inventarissen uit 1715 en 1720 werd Lorinčík niet meer vermeld, en evenmin in het lexicon der gemeenten uit 1773, maar vanaf 1808 stond het wederom geregistreerd als dorp.
Op het einde van de 18e eeuw vermeldt András Vályi (° 1764 - † 1801) in zijn geschriften: « LÕRINTZKE of Lőrintsik. Hongaars dorp. Leenheer : B. Fisser. De inwoners zijn katholiek ».
In 1850 was er een Slowaakse meerderheid.
In zijn geografische woordenboek, gepubliceerd in 1851, schrijft Fényes Elek (° 1807 - † 1876) over het dorp: « Lőrinczke, Lorincik, dorp in het comitaat Abaúj-Torna, 1/3 uur ten westen van Kassa: 197 katholieken en 7 Joodse inwoners. Kazinczy en Desseőffy zijn de erfgenamen ».
Tot de toepassing van het Verdrag van Trianon in 1920 maakte Lorinčík deel uit van het Hongaarse comitaat Abaúj-Torna (Latijn: Comitatus Abaujvariensis). Tussen 1920 en 1938 was het dorp toegewezen aan de Eerste Tsjecho-Slowaakse Republiek. Vanaf 1938 tot 1945 kwam het -als gevolg van de Eerste Weense Arbitrage- weer onder Hongaars bestuur. In 1945 werd Lorinčík ingedeeld bij Tsjecho-Slowakije.
In 1976 werd het dorp een aanhorigheid van de stad Košice  en sedert 1991 is het een autonoom deel van die stad.

## Evolutie van de naam
- 1406: Zenthlewrench
- 1426: predium Zenthlewryncz alio nomine Felgard
- 1427: predium Zenthlewrincz alio nomine Felgard
- 1553: Zenthlorincz
- 1808: in het Slowaaks: Lořinčík, Lořinček. In het Hongaars: Lőrinczke
- 1863 tot 1895: Lőrincke
- 1898 tot 1913 en 1938 tot 1945: Szentlőrincke
- 1906: Slowaaks: Ľorinčík
- 1920 tot 1938 en vanaf 1945: Lorinčík

## Bevolking
Het aantal inwoners gaat bestendig in stijgende lijn. In 2020 bedroeg de bevolkingsdichtheid 298,99 personen per km².
| Jaar | Inwoners | Nationaliteit                                    |
| ---- | -------- | ------------------------------------------------ |
| 1910 | 137      | • Meerderheid: Slowaken. • Minderheid: Hongaren. |
| 1938 | 283      |                                                  |
| 2009 | 401      |                                                  |
| 2010 | 411      |                                                  |
| 2011 | 441      | • 411 Slowaken.                                  |
| 2013 | 543      |                                                  |
| 2018 | 770      |                                                  |
| 2019 | 811      |                                                  |
| 2020 | 888      |                                                  |

## Cultuur en attracties

### Theater
Het amateurtheater Lorinčík treedt op in het dorp.

### Cultuur
De muziekgroep Loband is reeds enkele decennia actief in het dorp. Hij richt zich voornamelijk op optredens voor bruiloften, bals en soortgelijke dansevenementen.

## Bezienswaardigheden

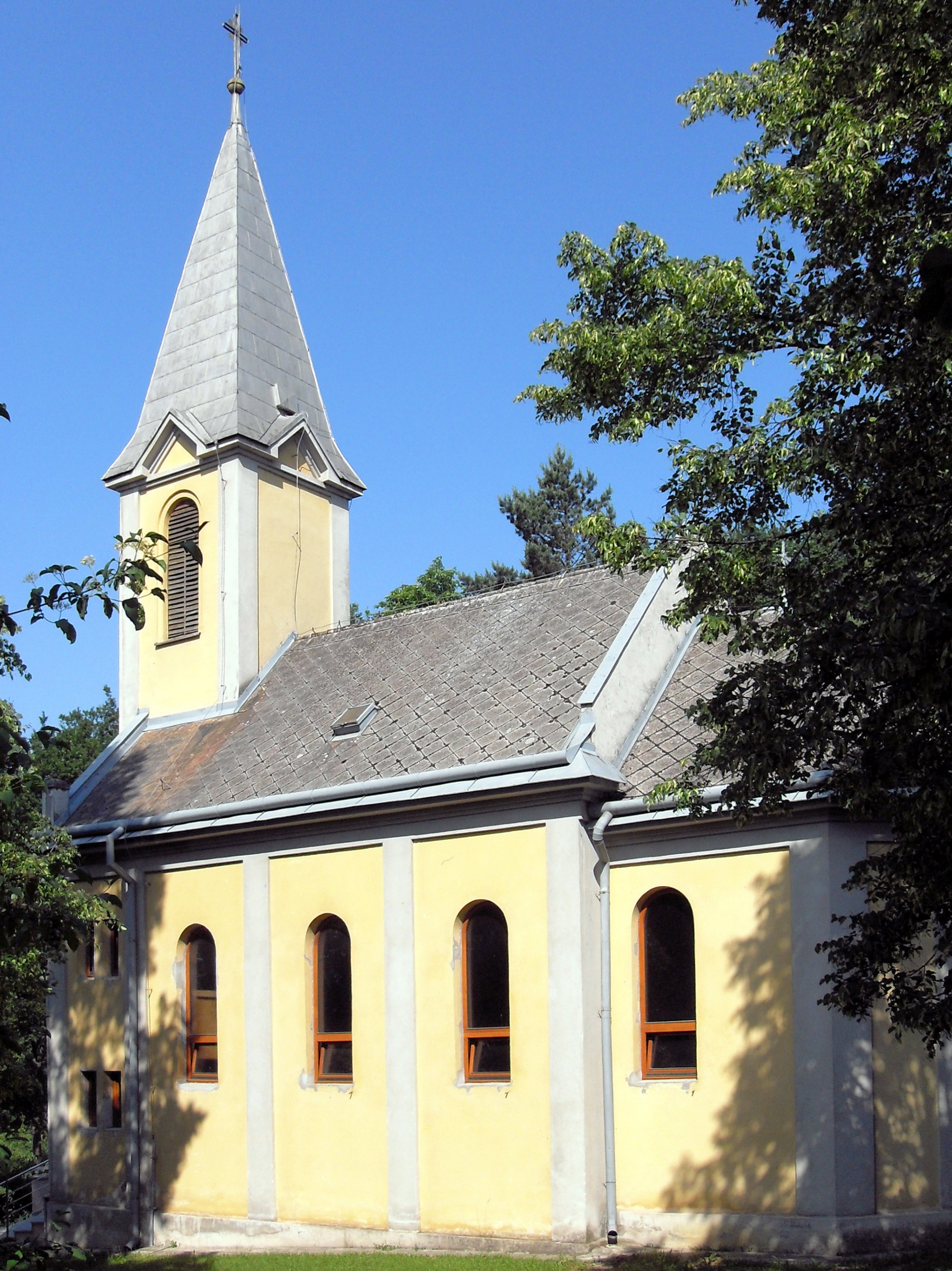
De Sint-Laurentiuskerk uit 1932.

De Sint-Laurentiuskerk (Slowaaks: Kostol St. Vavrinca), is gelegen aan de hoek van de Lorinčík ulica en de Sabinovská ulica. Ze dateert van 1932 en onderging in 2006 een volledige renovatie.

## Openbaar vervoer

### Treinen
Voor het vervoer per trein zijn de bewoners aangewezen op het station van Košice. Dit bevindt zich op een afstand van ongeveer 4 kilometer. Er zijn regelmatig verbindingen naar een grote verscheidenheid van bestemmingen, zowel naar binnen- als buitenland.

### Autobus
Autobuslijn 20 bedient het stadsdeel.

## Externe koppeling
- (sk)  Oficiálna stránka mestskej časti
- (sk)  Képes ismertető
- (sk)  Szentlőrincke Szlovákia térképén